# Isla Bawe
Isla Bawe es una pequeña isla en el archipiélago de Zanzíbar, en Tanzania. Se encuentra a una distancia aproximada de 10 kilómetros mar adentro de Stone Town, la capital de Zanzíbar, en la isla de Unguja. A finales del siglo XVIII, el Sultán Sayyid Barghash ibn Said de Zanzíbar concedió la isla a la empresa Eastern Telegraph Company, que la utilizó como una estación de operación para el cable submarino telegráfico conectando a Seychelles, Zanzíbar y Adén. Este acuerdo se extendió por parte del sultán Sayyid Khalifah I ibn Said en 1889, en favor de las empresas Cable & Wireless PLC, que también construyó casas en la isla para dar cabida a su personal. Hoy en día, Bawe es solo un destino turístico.